# Liste des gratte-ciel à Monaco
Cette liste mentionne les plus hauts bâtiments de la ville de Monaco.

## Définition à Monaco
Il n'existe pas de définition officielle et internationale du terme gratte-ciel. La définition la plus proche s'appliquant en Principauté de Monaco est celle d'immeuble de grande hauteur (souvent abrégé "IGH"), similaire à celle appliquée en droit français (voir Immeubles de grande hauteur). 
Sont notamment classés comme tels en Principauté, les immeubles d'habitation de 50m de haut au moins, et de 28m pour les autres. Cette définition est fixée par l'Arrêté Ministériel n° 2005-10 du 12 janvier 2005. Ce dernier fixe également les règles et les limitations des constructions en hauteur.

## Historique

### Premiers développements (1960-1980)
Monaco a répondu au développement important des années 1960 de deux manières : l'extension en mer (Fontvieille le plus notablement), et la construction en hauteur. La plupart des gratte-ciel résultant de cette politique sont résidentiels, c'est-à-dire qu'ils n'abritent des locaux réservés aux bureaux que dans leurs étages inférieurs, ou pas du tout. En marge de ces deux modes de gestion de l'espace, il est à noter les importants travaux d'infrastructures urbaines, visant à enfouir nombre d'équipements routiers ou de stationnement, certains immeubles comptent plus de sous-sol que de bâti hors sol.

### Limitations des hauteurs (1980-2009)
À la suite des nombreuses critiques sur ces choix architecturaux, de fortes limitations de constructions en hauteur avaient été instaurées dans les années 1980. Pendant cette période, aucune grande construction notable n'a été réalisée. 

### Nouvelle stratégie urbaine (depuis 2009 environ)
Avec la raréfaction de terrains constructibles, de nouveaux projets de gratte-ciel voient le jour ; il était ainsi prévu dès 2009 la construction de la tour Odéon de 170 m comprenant 49 étages, ainsi que la potentielle construction de tours de moins de 40 étages dont les dessins auraient été soigneusement validés par le département de l'urbanisme de Monaco ainsi que par le Prince Souverain.
La construction de la tour de 49 étages (170 mètres de hauteur) a finalement été votée par le parlement Monégasque (le Conseil National) le 12 février 2009. La Tour Odéon est devenue à son inauguration en 2015 la plus haute tour de la principauté.

## Listes des constructions

### Bâtiments actuels
| Nom                                              | Année | Hauteur (m) | Étages |
| ------------------------------------------------ | ----- | ----------- | ------ |
| Odéon                                            | 2014  | 170         | 49     |
| Le Millefiori                                    | 1969  | 111         | 37     |
| L'Annonciade                                     | 1980  | 111         | 34     |
| Parc Saint-Roman                                 | 1982  | 108         | 35     |
| Columbia Palace                                  | 1985  | 105         | 33     |
| Périgord I                                       | 1972  | 93          | 30     |
| Périgord II                                      | 1973  | 93          | 30     |
| Simona                                           | 2012  | 90          | 22     |
| Le Roccabella                                    | 1973  | 90          | 30     |
| Mirabeau                                         | 1975  | 81          | 26     |
| Park Palace                                      | 1983  | 81          | 26     |
| Monte Carlo Sun                                  | 1975  | 81          | 26     |
| Formentor                                        | 1969  | 78          | 27     |
| Le Schuykill                                     | 1963  | 78          | 27     |
| L'Engelin                                        | 2018  | 76          | 25     |
| Europa Résidence                                 | 1967  | 69          | 22     |
| Sun Tower                                        | 1978  | 66          | 22     |
| Monte-Carlo View (anciennement Tour Teostista) , | 2012  | 62          | 20     |

### Bâtiments futurs
| Nom                                | Année | Hauteur (m) | Étages | Statut          |
| ---------------------------------- | ----- | ----------- | ------ | --------------- |
| Testimonio II                      | 2021  | 100         | 31     | En construction |
| Testimonio I                       | 2021  | 85          | 25     | En construction |
| Tour Giroflées                     | 2021  | 65          | 22     | En construction |
| Tour 26 Carré Or                   | 2019  | 60          | 19     | En construction |
| Centre Hospitalier Princesse Grace | 2019  | 60          | 19     | En construction |
| Anse du Portier                    | 2024  | 60          | 18     | En construction |